# Кодбек-лез-Эльбёф (кантон)
Кодбе́к-лез-Эльбёф (фр. Caudebec-lès-Elbeuf) — кантон во Франции, находится в регионе Нормандия, департамент Приморская Сена. Входит в состав округа Руан.

## История
До 2015 года в состав кантона входили коммуны Кодбек-лез-Эльбёф, Клеон, Сен-Пьер-лез-Эльбёф, Сотвиль-су-ле-Валь, Турвиль-ла-Ривьер и
Френёз.
В результате реформы 2015 года состав кантона был изменен. В его состав была включена коммуна Сент-Обен-лез-Эльбёф.

## Состав кантона с 22 марта 2015 года
В состав кантона входят коммуны (население по данным Национального института статистики за 2018 г.):
- Кодбек-лез-Эльбёф (10 156 чел.)
- Клеон (4 943 чел.)
- Сен-Пьер-лез-Эльбёф (8 305 чел.)
- Сент-Обен-лез-Эльбёф (8 277 чел.)
- Сотвиль-су-ле-Валь (774 чел.)
- Турвиль-ла-Ривьер (2 504 чел.)
- Френёз (951 чел.)

## Политика
На президентских выборах 2022 г. жители кантона отдали в 1-м туре Марин Ле Пен 30,7 % голосов против 25,1 % у Жана-Люка Меланшона и 23,4 % у Эмманюэля Макрона; во 2-м туре в кантоне победила Ле Пен, получившая 50,1 % голосов. (2017 год. 1 тур: Марин Ле Пен – 27,5 %, Жан-Люк Меланшон – 26,0 %, Эмманюэль Макрон – 19,8 %, Франсуа Фийон – 11,6 %; 2 тур: Макрон – 57,8 %. 2012 год. 1 тур: Франсуа Олланд — 33,5 %, Марин Ле Пен — 20,4 %, Николя Саркози — 19,3 %; 2 тур: Олланд — 61,4 %. 2007 год. 1 тур: Сеголен Руаяль — 29,4 %, Саркози — 25,0 %; 2 тур: Руаяль — 54,0 %).
С 2015 года кантон в Совете департамента Приморская Сена представляют мэр города Клеон Фредерик Марш (Frédéric Marche) (Разные левые) и мэр города Сен-Пьер-ле-Эльбёф Надия Мезрар (Nadia Mezrar) (Социалистическая партия).
|                | Кандидаты                             | Партия                   | Первый тур | Первый тур     | Второй тур | Второй тур |
| Кол-во голосов | Кандидаты                             | Партия                   | % голосов  | Кол-во голосов | % голосов  |            |
| -------------- | ------------------------------------- | ------------------------ | ---------- | -------------- | ---------- | ---------- |
|                | Фредерик Марш Надия Мезрар            | Левый блок               | 2 416      | 33,43          | 3 438      | 53,61      |
|                | Фернан Дакота Элен Муанери            | Прочие                   | 1 933      | 26,74          | 2 975      | 46,39      |
|                | Жюльет Карпантье Бастьен Оленг        | Национальное объединение | 1 759      | 24,34          |            |            |
|                | Надия Дос Сантош-Гамеро Ноэль Левийен | Коммунистическая партия  | 1 120      | 15,50          |            |            |

|                | Кандидаты                      | Партия                  | Первый тур | Первый тур     | Второй тур | Второй тур |
| Кол-во голосов | Кандидаты                      | Партия                  | % голосов  | Кол-во голосов | % голосов  |            |
| -------------- | ------------------------------ | ----------------------- | ---------- | -------------- | ---------- | ---------- |
|                | Фредерик Марш Надия Мезрар     | Социалистическая партия | 3 787      | 33,64          | 6 553      | 60,68      |
|                | Патрик Беланже Гвенаэль Леларг | Национальный фронт      | 3 408      | 30,27          | 4 247      | 39,32      |
|                | Эвелин Башеле Даниэль Магала   | Правый блок             | 2 039      | 18,11          |            |            |
|                | Летиция Белегёль Ноэль Левийен | Левый фронт             | 2 024      | 17,98          |            |            |